# دی‌اچ.۱۶ ایرکو
دی‌اچ. ۱۶ ایرکو (به انگلیسی: Airco_DH.16) یک هواگرد ملخ‌پیشین تک‌موتوره از نوع دوباله تجاری ساخت شرکت Airco است. هواگرد دی‌اچ. ۱۶ ایرکو نخستین پروازش را در ۱۹۱۹ میلادی انجام داد. این هواگرد در سال ۱۹۱۹ میلادی رسماً معرفی گردید. در مجموع، تعداد ۹ فروند از این هواگرد ساخته شده‌است.